# Michael Collins (rugby à XV)
Pour les articles homonymes, voir Michael Collins et Collins.
Pas d'image ? Cliquez ici

a Compétitions nationales et continentales officielles uniquement.

Dernière mise à jour le 22 février 2012.
Michael James Collins, né le 10 mai 1974 à New Plymouth en Nouvelle-Zélande, est un joueur néo-zélandais de rugby à XV qui évolue au poste de pilier.

## Biographie
Après avoir disputé 81 matchs de Super 12 avec les Chiefs, il a rejoint les rangs des London Irish pour la saison 2005-2006, puis les Glasgow Warriors deux ans plus tard.

## Statistiques
- Nombre de matchs de Super 12/14 : 81 avec les Chiefs[2]